# دنیل چاکون
دنیل چاکون (اسپانیایی: Daniel Chacón‎؛ زادهٔ ۱۱ آوریل ۲۰۰۱) بازیکن فوتبال اهل کاستاریکا است.
از باشگاه‌هایی که در آن بازی کرده‌است می‌توان به اشاره کرد.
وی همچنین در تیم ملی فوتبال کاستاریکا بازی کرده‌است.